# All Night Long (All Night)
"All Night Long (All Night)" is een nummer van de Amerikaanse zanger Lionel Richie. Het nummer verscheen op zijn album Can't Slow Down uit 1983. Op 31 augustus van dat jaar werd het nummer uitgebracht als de eerste single van het album.

## Achtergrond
"All Night Long (All Night)" is geschreven door Richie zelf en geproduceerd door Richie en James Anthony Carmichael. In het nummer combineert Richie de soulmuziek die hij met de Commodores maakte met nieuwe Caraïbische invloeden. De tekst was voornamelijk geschreven in het Engels, alhoewel Richie in een interview heeft verteld dat hij de Afrikaans klinkende tekst in het nummer, waaronder "Tom bo li de say de moi ya," and "Jambo jumbo", zelf had verzonnen. Deze regels schreef hij toen hij erachter kwam dat hij niet voldoende tijd had om een vertaler in te huren om de door hem gewenste echte Afrikaanse tekst te schrijven. Een dan nog onbekende Richard Marx verzorgt delen van de achtergrondzang op het nummer.
"All Night Long (All Night)" werd wereldwijd een grote hit en bereikte de nummer 1-positie in onder andere thuisland de Verenigde Staten met de nummer 1-notering in de Billboard Hot 100, Australië, Canada en Zuid-Afrika. In het Verenigd Koninkrijk kwam de plaat tot de 2e positie in de UK Singles Chart, achter "Uptown Girl" van Billy Joel. 
In Nederland werd de plaat op maandag 19 september 1983 door dj Frits Spits en producer-invaller Tom Blomberg in het radioprogramma De Avondspits verkozen tot de 264e NOS Steunplaat van de week op Hilversum 3 en werd een gigantische hit in de destijds drie landelijke hitlijsten op de nationale publieke popzender. De plaat bereikte de nummer 1-positie in zowel de Nederlandse Top 40, Nationale Hitparade als de TROS Top 50. In de Europese hitlijst op Hilversum 3, de TROS Europarade, werd de 6e positie behaald.
In België bereikte de plaat de nummer 1-positie in zowel de voorloper van de Vlaamse Ultratop 50 als de Vlaamse Radio 2 Top 30. In Wallonië werd géén notering behaald. 
De videoclip van de plaat werd geproduceerd door (voormalig) Monkees-lid Michael Nesmith en geregisseerd door Bob Rafelson. In Nederland werd de videoclip destijds op televisie uitgezonden door de popprogramma's AVRO's Toppop, Countdown van Veronica en Popformule van de TROS.
Richie zong het nummer live tijdens de sluitingsceremonie van de Olympische Zomerspelen 1984 in Los Angeles.

## Covers en samples
In 2010 werden samples van "All Night Long (All Night)" gebruikt in "I Like It" van Enrique Iglesias en Pitbull. In 2011 nam Richie zelf een nieuwe versie van het nummer op met de Australische singer-songwriter Guy Sebastian. Alle opbrengsten van het nummer gingen naar de slachtoffers van de overstromingen in Queensland en de aardbeving in Christchurch. Deze versie kwam in Australië tot plaats 26 en in Nieuw-Zeeland tot plaats 12 in de hitlijsten. In 2019 nam de Zweedse zanger Benjamin Ingrosso een cover van het nummer op voor Spotify, die in zijn thuisland tot de vijfde plaats in de hitlijsten kwam.    
In 2020 bracht Thijs Boontjes (pianist in de band van Douwe Bob) een Nederlandstalige versie uit onder de titel Deze nacht.

## Hitnoteringen

### Nederlandse Top 40
| Hitnotering: 08-10-1983 t/m 17-12-1983 | Hitnotering: 08-10-1983 t/m 17-12-1983 | Hitnotering: 08-10-1983 t/m 17-12-1983 | Hitnotering: 08-10-1983 t/m 17-12-1983 | Hitnotering: 08-10-1983 t/m 17-12-1983 | Hitnotering: 08-10-1983 t/m 17-12-1983 | Hitnotering: 08-10-1983 t/m 17-12-1983 | Hitnotering: 08-10-1983 t/m 17-12-1983 | Hitnotering: 08-10-1983 t/m 17-12-1983 | Hitnotering: 08-10-1983 t/m 17-12-1983 | Hitnotering: 08-10-1983 t/m 17-12-1983 | Hitnotering: 08-10-1983 t/m 17-12-1983 | Hitnotering: 08-10-1983 t/m 17-12-1983 |
| Week                                   | 1                                      | 2                                      | 3                                      | 4                                      | 5                                      | 6                                      | 7                                      | 8                                      | 9                                      | 10                                     | 11                                     |                                        |
| -------------------------------------- | -------------------------------------- | -------------------------------------- | -------------------------------------- | -------------------------------------- | -------------------------------------- | -------------------------------------- | -------------------------------------- | -------------------------------------- | -------------------------------------- | -------------------------------------- | -------------------------------------- | -------------------------------------- |
| Positie                                | 18                                     | 5                                      | 3                                      | 1                                      | 1                                      | 1                                      | 1                                      | 2                                      | 6                                      | 17                                     | 33                                     | uit                                    |

### Nationale Hitparade
| Hitnotering: 08-10-1983 t/m 31-12-1983 | Hitnotering: 08-10-1983 t/m 31-12-1983 | Hitnotering: 08-10-1983 t/m 31-12-1983 | Hitnotering: 08-10-1983 t/m 31-12-1983 | Hitnotering: 08-10-1983 t/m 31-12-1983 | Hitnotering: 08-10-1983 t/m 31-12-1983 | Hitnotering: 08-10-1983 t/m 31-12-1983 | Hitnotering: 08-10-1983 t/m 31-12-1983 | Hitnotering: 08-10-1983 t/m 31-12-1983 | Hitnotering: 08-10-1983 t/m 31-12-1983 | Hitnotering: 08-10-1983 t/m 31-12-1983 | Hitnotering: 08-10-1983 t/m 31-12-1983 | Hitnotering: 08-10-1983 t/m 31-12-1983 | Hitnotering: 08-10-1983 t/m 31-12-1983 | Hitnotering: 08-10-1983 t/m 31-12-1983 |
| Week                                   | 1                                      | 2                                      | 3                                      | 4                                      | 5                                      | 6                                      | 7                                      | 8                                      | 9                                      | 10                                     | 11                                     | 12                                     | 13                                     |                                        |
| -------------------------------------- | -------------------------------------- | -------------------------------------- | -------------------------------------- | -------------------------------------- | -------------------------------------- | -------------------------------------- | -------------------------------------- | -------------------------------------- | -------------------------------------- | -------------------------------------- | -------------------------------------- | -------------------------------------- | -------------------------------------- | -------------------------------------- |
| Positie                                | 38                                     | 11                                     | 3                                      | 2                                      | 1                                      | 1                                      | 2                                      | 2                                      | 3                                      | 6                                      | 16                                     | 26                                     | 40                                     | uit                                    |

### TROS Top 50
Hitnotering: 06-10-1983 t/m 22-12-1983. Hoogste notering: #1 (3 weken).

### TROS Europarade
Hitnotering: 06-11-1983 t/m 29-01-1984. Hoogste notering: #4 (3 weken).

### NPO Radio 2 Top 2000
| Nummer met noteringen in de NPO Radio 2 Top 2000 | '99  | '00  | '01  | '02  | '03  | '04  | '05  | '06  | '07 | '08  | '09  | '10  | '11 | '12  | '13-'17 | '18  | '19  | '20  | '21  | '22  | '23  |
| ------------------------------------------------ | ---- | ---- | ---- | ---- | ---- | ---- | ---- | ---- | --- | ---- | ---- | ---- | --- | ---- | ------- | ---- | ---- | ---- | ---- | ---- | ---- |
| All Night Long                                   | 1016 | 1129 | 1104 | 1363 | 1701 | 1464 | 1688 | 1451 | -   | 1780 | 1864 | 1849 | -   | 1505 | -       | 1677 | 1956 | 1531 | 1516 | 1799 | 1804 |

1. ↑  Een '-' betekent dat het nummer niet was genoteerd en een vetgedrukt getal geeft de hoogste notering aan.
2. ↑  Deze tabel is bijgewerkt tot en met de laatste editie (2024).